# Saint Géry-Vers
Saint Géry-Vers est, depuis le 1er janvier 2017, une commune nouvelle française située dans le département du Lot en région Occitanie.
Elle regroupe les communes de Saint-Géry et Vers, qui deviennent des communes déléguées.

## Géographie

### Communes limitrophes
Les communes limitrophes sont  Arcambal, Bellefont-La Rauze, Bouziès, Cabrerets, Esclauzels, Lamagdelaine et Saint-Cirq-Lapopie.
| Bellefont-La Rauze | Cabrerets       |                                |
| Lamagdelaine       | Saint Géry-Vers | Bouziès                        |
|                    | Arcambal        | Saint-Cirq-Lapopie, Esclauzels |

### Climat
Pour des articles plus généraux, voir Climat de l'Occitanie et Climat du Lot.
En 2010, le climat de la commune est de type climat océanique dégradé des plaines du Centre et du Nord, selon une étude s'appuyant sur une série de données couvrant la période 1971-2000. En 2020, Météo-France publie une typologie des climats de la France métropolitaine dans laquelle la commune est exposée à un climat océanique altéré et est dans une zone de transition entre les régions climatiques « Aquitaine, Gascogne » et « Ouest et nord-ouest du Massif Central ». La première est caractérisée par une pluviométrie abondante au printemps, modérée en automne, un faible ensoleillement au printemps, un été chaud (19,5 °C), des vents faibles, des brouillards fréquents en automne et en hiver et des orages fréquents en été (15 à 20 jours).  La seconde présente une pluviométrie annuelle de 900 à 1 500 mm, maximale en automne et en hiver.
Pour la période 1971-2000, la température annuelle moyenne est de 12,9 °C, avec une amplitude thermique annuelle de 15,8 °C. Le cumul annuel moyen de précipitations est de 859 mm, avec 10,5 jours de précipitations en janvier et 6,2 jours en juillet. Pour la période 1991-2020, la température moyenne annuelle observée sur la station météorologique la plus proche, située sur la commune du Montat à 15 km à vol d'oiseau, est de 13,3 °C et le cumul annuel moyen de précipitations est de 824,6 mm,. Pour l'avenir, les paramètres climatiques de la commune estimés pour 2050 selon différents scénarios d’émission de gaz à effet de serre sont consultables sur un site dédié publié par Météo-France en novembre 2022.

## Urbanisme

### Typologie
Au 1er janvier 2024, Saint Géry-Vers est catégorisée commune rurale à habitat dispersé, selon la nouvelle grille communale de densité à sept niveaux définie par l'Insee en 2022.
Elle est située hors unité urbaine. Par ailleurs la commune fait partie de l'aire d'attraction de Cahors, dont elle est une commune de la couronne,. Cette aire, qui regroupe 78 communes, est catégorisée dans les aires de 50 000 à moins de 200 000 habitants,.

### Risques majeurs
Le territoire de la commune de Saint Géry-Vers est vulnérable à différents aléas naturels : météorologiques (tempête, orage, neige, grand froid, canicule ou sécheresse), inondations, feux de forêts, mouvements de terrains et séisme (sismicité très faible). Il est également exposé à un risque technologique, la rupture d'un barrage. Un site publié par le BRGM permet d'évaluer simplement et rapidement les risques d'un bien localisé soit par son adresse soit par le numéro de sa parcelle.

#### Risques naturels
Certaines parties du territoire communal sont susceptibles d’être affectées par le risque d’inondation par débordement de cours d'eau, notamment le Lot et le Vers. La cartographie des zones inondables en ex-Midi-Pyrénées réalisée dans le cadre du XIe Contrat de plan État-région, visant à informer les citoyens et les décideurs sur le risque d’inondation, est accessible sur le site de la DREAL Occitanie. La commune a été reconnue en état de catastrophe naturelle au titre des dommages causés par les inondations et coulées de boue survenues en 1982, 1985, 1996, 1999, 2003 et 2021,.
Saint Géry-Vers est exposée au risque de feu de forêt du fait de la présence sur son territoire du massif de la Moyenne vallée du Lot. Un plan départemental de protection des forêts contre les incendies a été approuvé par arrêté préfectoral le 30 novembre 2015 pour la période 2015-2025. Les propriétaires doivent ainsi couper les broussailles, les arbustes et les branches basses sur une profondeur de 50 mètres, aux abords des constructions, chantiers, travaux et installations de toute nature, situées à moins de 200 mètres de terrains en nature
de bois, forêts, plantations, reboisements, landes ou friches. Le brûlage des déchets issus de l’entretien des parcs et jardins des ménages et des collectivités est interdit. L’écobuage est également interdit, ainsi que les feux de type méchouis et barbecues, à l’exception de ceux prévus dans des installations fixes (non situées sous couvert d'arbres) constituant une dépendance d'habitation.

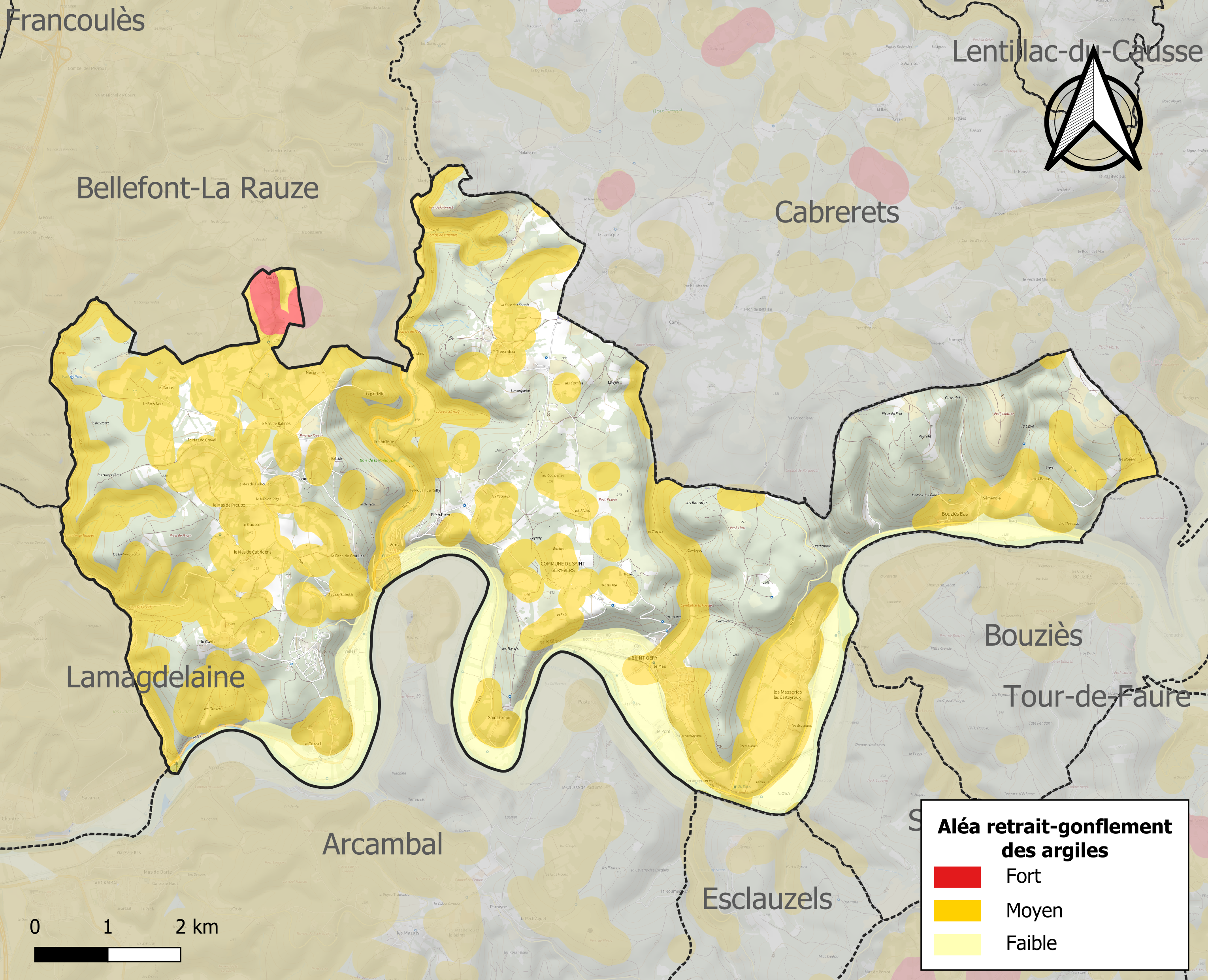
Carte des zones d'aléa retrait-gonflement des sols argileux de Saint Géry-Vers.

Les mouvements de terrains susceptibles de se produire sur la commune sont des affaissements et effondrements liés aux cavités souterraines (hors mines), des éboulements, chutes de pierres et de blocs et des tassements différentiels. Par ailleurs, afin de mieux appréhender le risque d’affaissement de terrain, l'inventaire national des cavités souterraines permet de localiser celles situées sur la commune.
Le retrait-gonflement des sols argileux est susceptible d'engendrer des dommages importants aux bâtiments en cas d’alternance de périodes de sécheresse et de pluie. 47,5 % de la superficie communale est en aléa moyen ou fort (67,7 % au niveau départemental et 48,5 % au niveau national). Sur les 629 bâtiments dénombrés sur la commune en 2019, 425 sont en aléa moyen ou fort, soit 68 %, à comparer aux 72 % au niveau départemental et 54 % au niveau national. Une cartographie de l'exposition du territoire national au retrait gonflement des sols argileux est disponible sur le site du BRGM,.
Par ailleurs, afin de mieux appréhender le risque d’affaissement de terrain, l'inventaire national des cavités souterraines permet de localiser celles situées sur la commune.
Concernant les mouvements de terrains, la commune a été reconnue en état de catastrophe naturelle au titre des dommages causés par la sécheresse en 1989 et par des mouvements de terrain en 1999.

#### Risques technologiques
La commune est en outre située en aval des barrages de Grandval et de Sarrans, des ouvrages de classe A disposant d'une retenue de respectivement 270,6 millions et 296 millions de mètres cubes,. À ce titre elle est susceptible d’être touchée par l’onde de submersion consécutive à la rupture d'un de ces ouvrages.

## Histoire
La commune nouvelle est créée par l'arrêté préfectoral du 21 novembre 2016 avec effet au 1er janvier 2017. On note que dans l'arrêté signé par le préfet, la graphie de la commune nouvelle n'est pas conforme aux règles de typographie française ; en effet la commune aurait dû se nommer « Saint-Géry-Vers  ».
La commune est issue du regroupement des deux communes Saint-Géry et Vers qui deviennent des communes déléguées ; son chef-lieu se situe à Saint-Géry.

## Politique et administration

### Liste des maires
| Période      | Période                    | Identité     | Étiquette | Qualité |
| ------------ | -------------------------- | ------------ | --------- | ------- |
| janvier 2017 | En cours (au janvier 2017) | Jérôme Gille |           |         |

### Communes déléguées
| Nom                | Code Insee | Intercommunalité | Superficie (km2) | Population (dernière pop. légale) | Densité (hab./km2) |
| ------------------ | ---------- | ---------------- | ---------------- | --------------------------------- | ------------------ |
| Saint-Géry (siège) | 46268      | CA Grand Cahors  | 13,58            | 442 (2014)                        | 33                 |
| Vers               | 46331      | CA Grand Cahors  | 17,94            | 418 (2014)                        | 23                 |

### Circonscriptions électorales
À la suite du décret du 5 mars 2020, la commune est entièrement rattachée au canton de Causse et Vallées.

## Population et société

### Démographie
L'évolution du nombre d'habitants est connue à travers les recensements de la population effectués dans la commune depuis sa création.

En 2022, la commune comptait 912 habitants, en évolution de +5,92 % par rapport à 2016 (Lot : +1,31 %, France hors Mayotte : +2,11 %).
| 2015 | 2020 | 2022 |
| ---- | ---- | ---- |
| 859  | 907  | 912  |

## Culture locale et patrimoine

### Lieux et monuments
- Concernant la commune déléguée de Vers.
- Église Notre-Dame de Velles. L'édifice a été classé au titre des monuments historiques en 1913[28]. Plusieurs objets sont référencés dans la base Palissy[28].
- Église Sainte-Philomène des Masseries.
- Église Saint-Crépin de Vers.
- Église Saint-Georges de Saint-Géry. L'édifice est référencé dans la base Mérimée et à l'Inventaire général de la région Occitanie[29].
- Église Saint-Martin de Bouziès Bas.

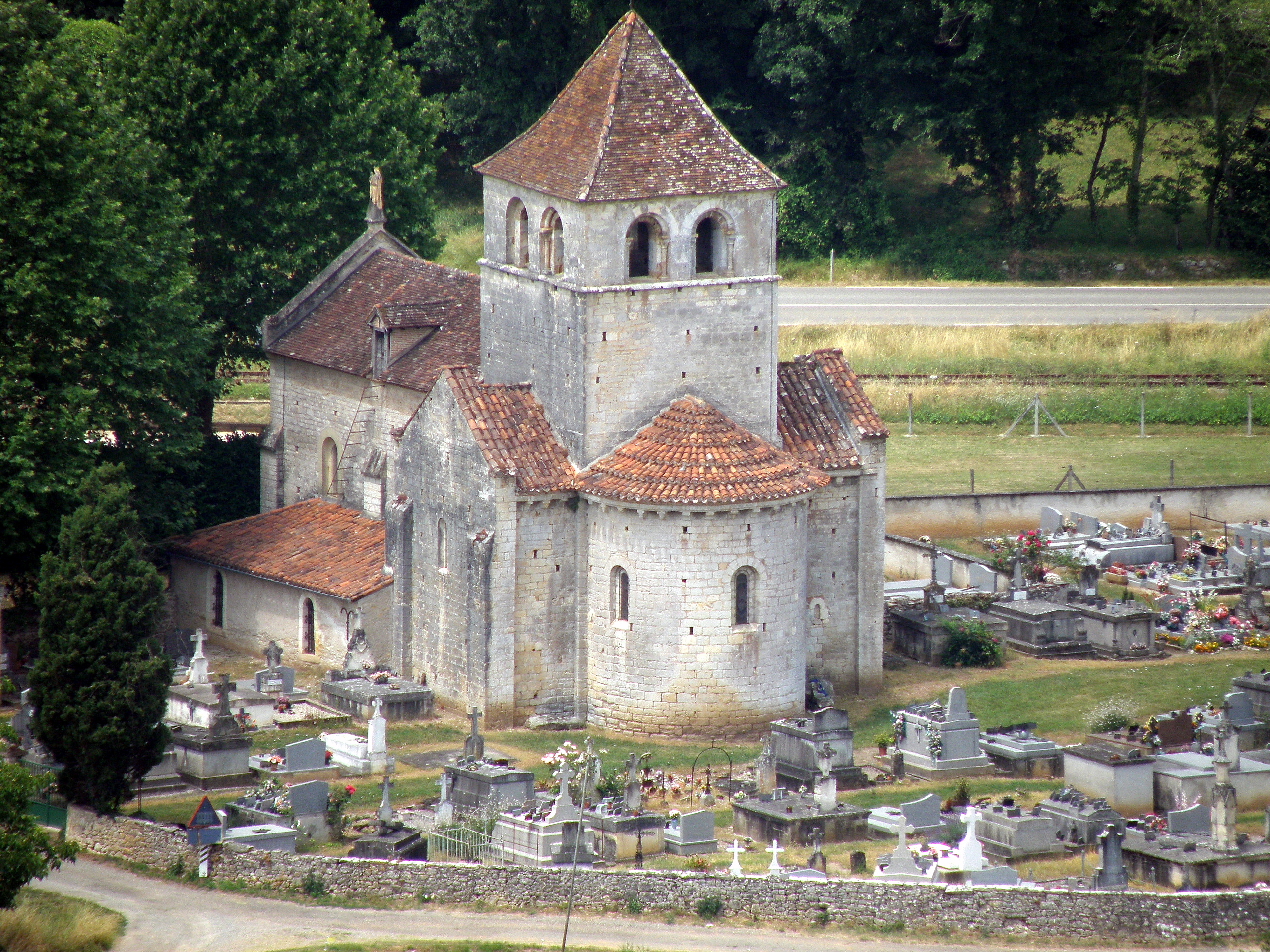
Église Notre-Dame-de-Vêles de Vers
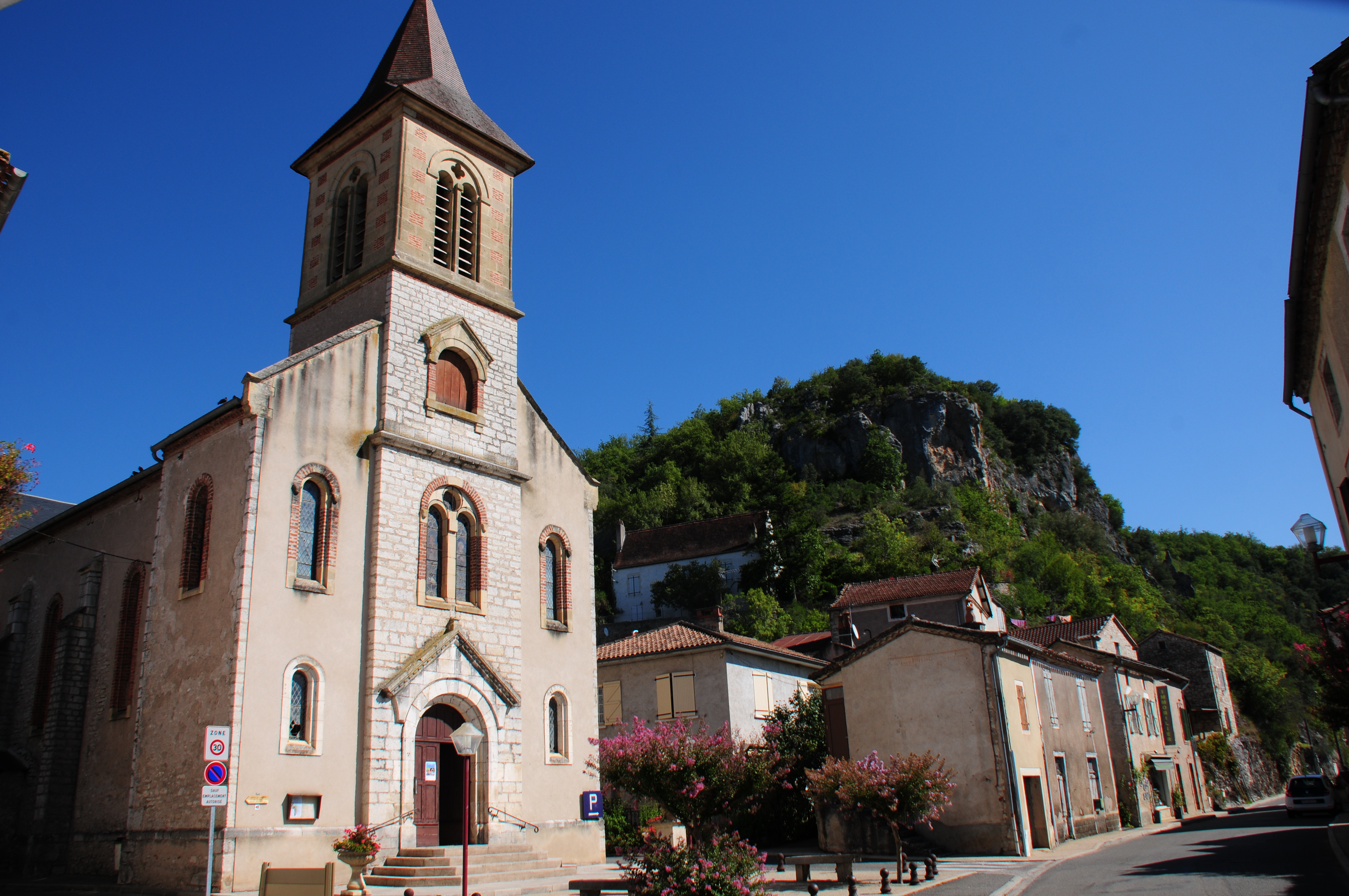
Église Saint-Crépin de Vers
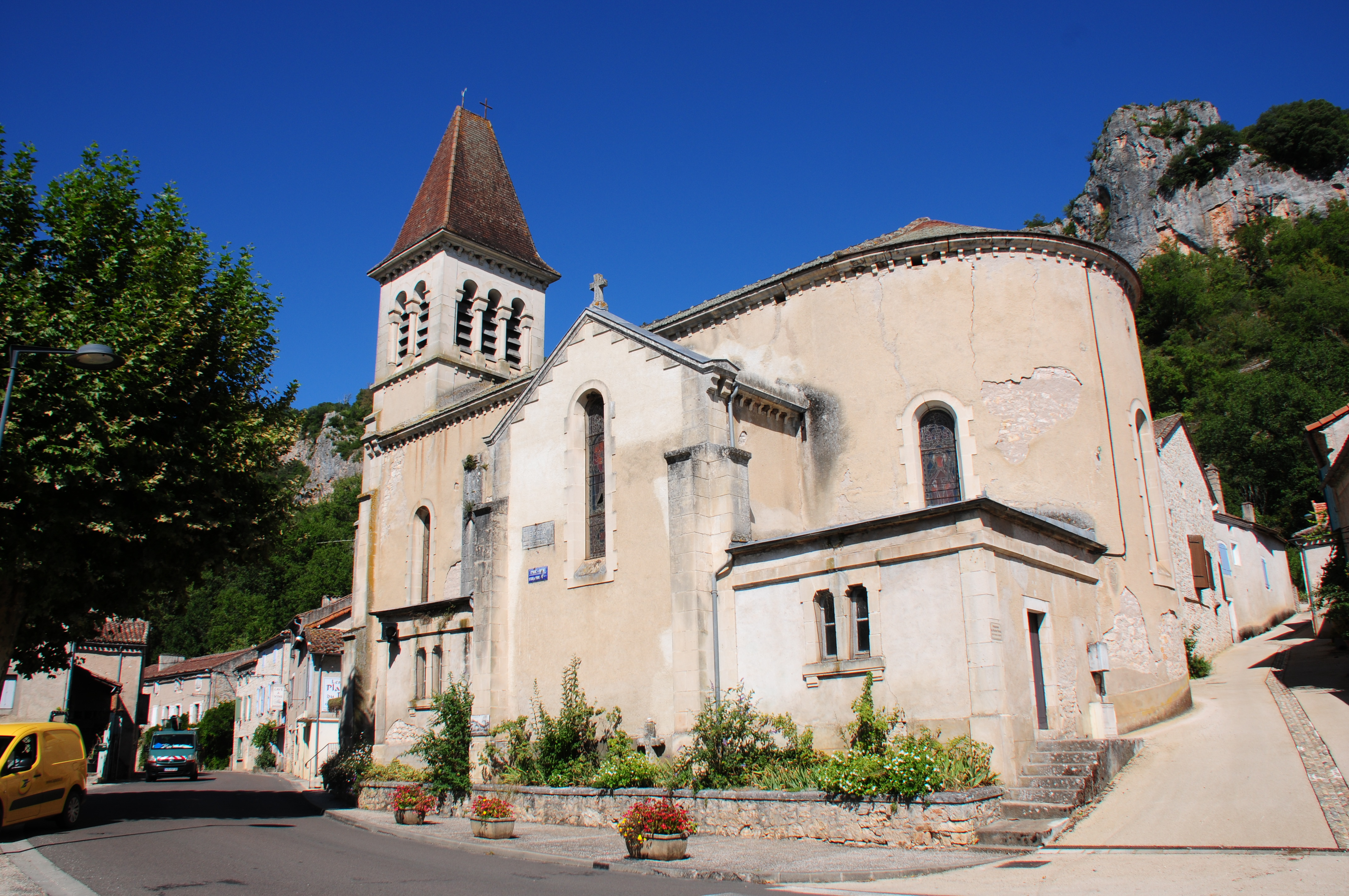
Église Saint-Georges de Saint-Géry
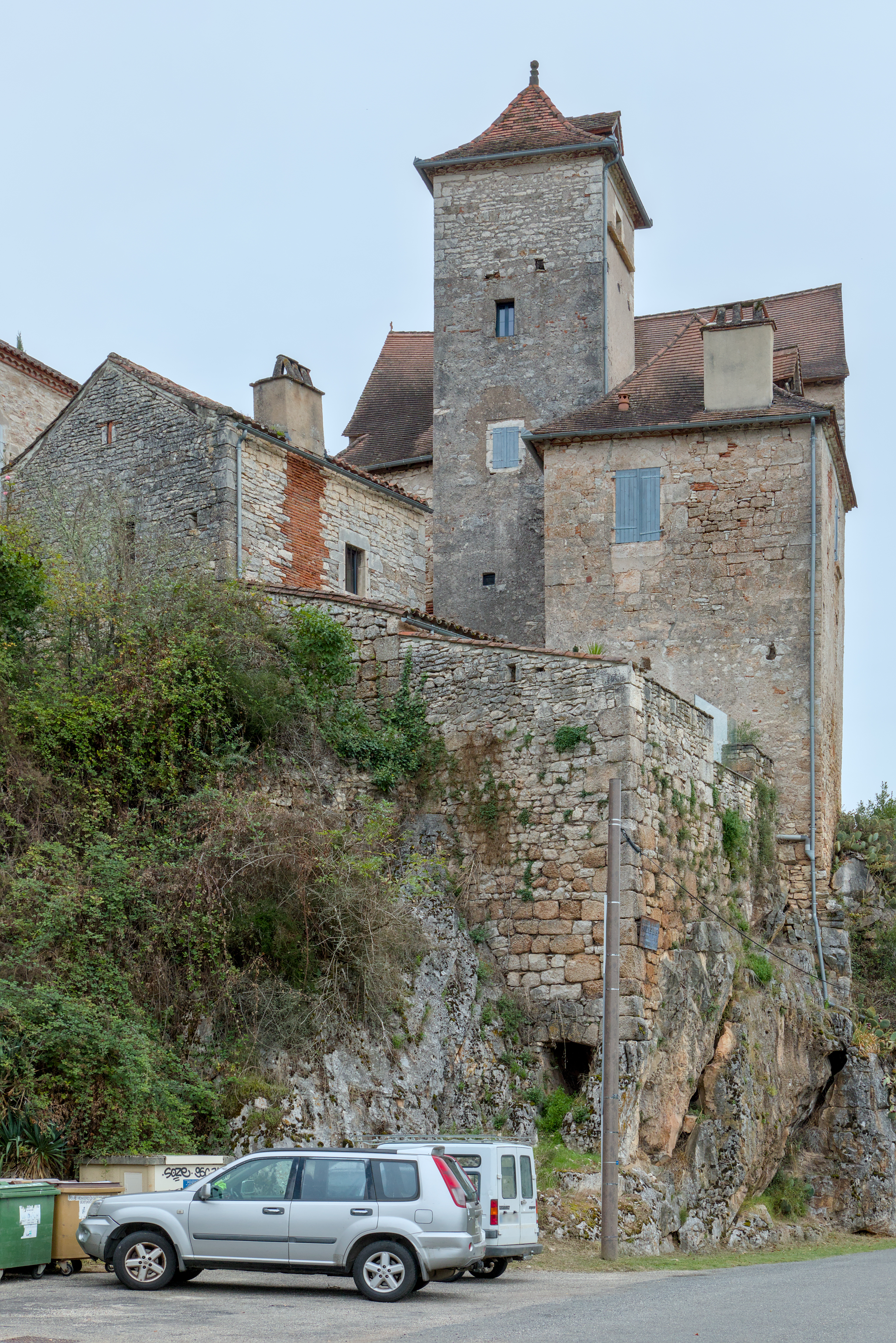
Manoir surplombant la route principale de Bouziès-Bas.